# Guillaume Gamelin Gaucher
Pour les articles homonymes, voir Gamelin (homonymie).
Guillaume Gamelin Gaucher (10 août 1810-6 septembre 1885) est un homme d'affaires et un homme politique fédéral du Québec.

## Biographie
Né à Sault-Saint-Louis (aujourd'hui Kahnawake), où il grandit et étudia durant sa jeunesse. Il devint par la suite marchand à Sainte-Geneviève sur l'île de Montréal. Avant de devenir maire de la paroisse de Sainte-Geneviève en 1845 et de 1859 à 1863, il s'enrôla comme lieutenant-colonel dans une milice et également comme juge de paix. Lors des premières élections canadiennes en 1867, il est élu comme député du Parti conservateur dans la circonscription de Jacques-Cartier. Ne se représentant pas en 1872, il retourna à Sainte-Geneviève où il est mort en 1885.